# Кабрал Фильо, Сержиу
Сержиу де Оливейра Кабрал Сантос Фильо (англ. Sérgio de Oliveira Cabral Santos Filho, род. 27 января, 1963) – бразильский политик. Бывший губернатор штата Рио-де-Жанейро.
Кабрал был представителем законодательного собрания штата Рио де Жанейро с 1991 по 2002 год и его президентом с 1995 по 2002. Во время всеобщих выборов 2002 года он был избран в качестве сенатора штата Рио-де-Жанейро. Эту должность он занимал с января 2003 года по декабрь 2006 года до момента, когда он принял участие в губернаторских выборах и был сменен в бразильском сенате Регисом Фихтнером Веласко. С 2007-2014 год – губернатор штата Рио-де-Жанейро.
17 ноября 2016 года Кабрал был арестован по обвинению в коррупции.

## В должности губернатора
Он был избран губернатором штата Рио-де-Жанейро во время выборов в 2006 году и вступил в должность 1 января 2007 года. На должности губернатора Кабрал провел два срока подряд, вплоть до 2014 года. Во время своей избирательной кампании 2006 года он продвигал модель нью-йоркского мэра Рудольфа Джулиани «нулевой толерантности». Кабрал пообещал построить больше тюрем, искоренить коррупцию в полиции и улучшить условия в фавелах Рио, чтобы повысить уровень безопасности в регионе.
В 2008 году правительство штата и города запустили в Рио-де-Жанейро программу по охране общественного порядка, которая подразумевала проведение мероприятий по борьбе с организованной преступностью, в частности с наркоторговлей. Этим занимался Батальон Специальных Полицейских Операций, который обеспечил постоянный контроль за фавелами.
В тот же период была создана система мобильных медпунктов, которая была призвана предоставлять бесплатные услуги для населения в оказании базовой медицинской помощи. Такие пункты работали круглосуточно и их основной задачей являлось снижение потока пациентов в обычных больницах.
Первое пребывание Кабрала на посту губернатора было также отмечено достижениями в поддержке ЛГБТ-сообщества, особенно созданием программы Rio Sem Homofobia (пер. с порт. Рио без гомофобии), направленной на борьбу с гомофобией в государстве. Кабрал также поддерживал аборты.
Во время губернаторства Сержиу Кабрала Рио-де-Жанейро был выбран местом проведения Олимпийских игр-2016.

## Обвинение в коррупции и арест
17 ноября 2016 года федеральная полиция Бразилии арестовала Сержиу Кабрала и еще семь человек (включая бывших секретарей его правительства) в рамках операции "Lava Jato" (пер. с порт. "Автомойка"), которая является крупнейшим коррупционным расследованием в Бразилии. Его обвинили в хищении 224 миллионов бразильских реалов. 6 декабря 2016 года в суде были рассмотрены показания, предоставленные Бразильской Федеральной прокуратурой, которые признали Сержиу Кабрала виновным в рэкете и отмывании денег.
13 июня 2017 года он был приговорен к 14 годам и двум месяцам тюремного заключения за пассивную коррупцию и отмывание денег, а 20 сентября 2017 года – к дополнительному 45-летнему тюремному заключению за присвоение.
3 июля 2018 года несостоявшийся бразильский бизнесмен Эйке Батиста был осужден за дачу взятки в размере 16,6 млн долларов США Кабралу.
4 июля 2019 в Федеральном суде Бразилии Сержиу Кабрал признался в подкупе 9 членов Международного олимпийского комитета перед выбором места проведения Олимпиады-2016 в 2009 году. Среди этих членов фигурируют российский пловец Александр Попов и украинский легкоатлет Сергей Бубка, которые ранее состояли в комитете. Оба свою причастность отрицают.